# 呷哺呷哺

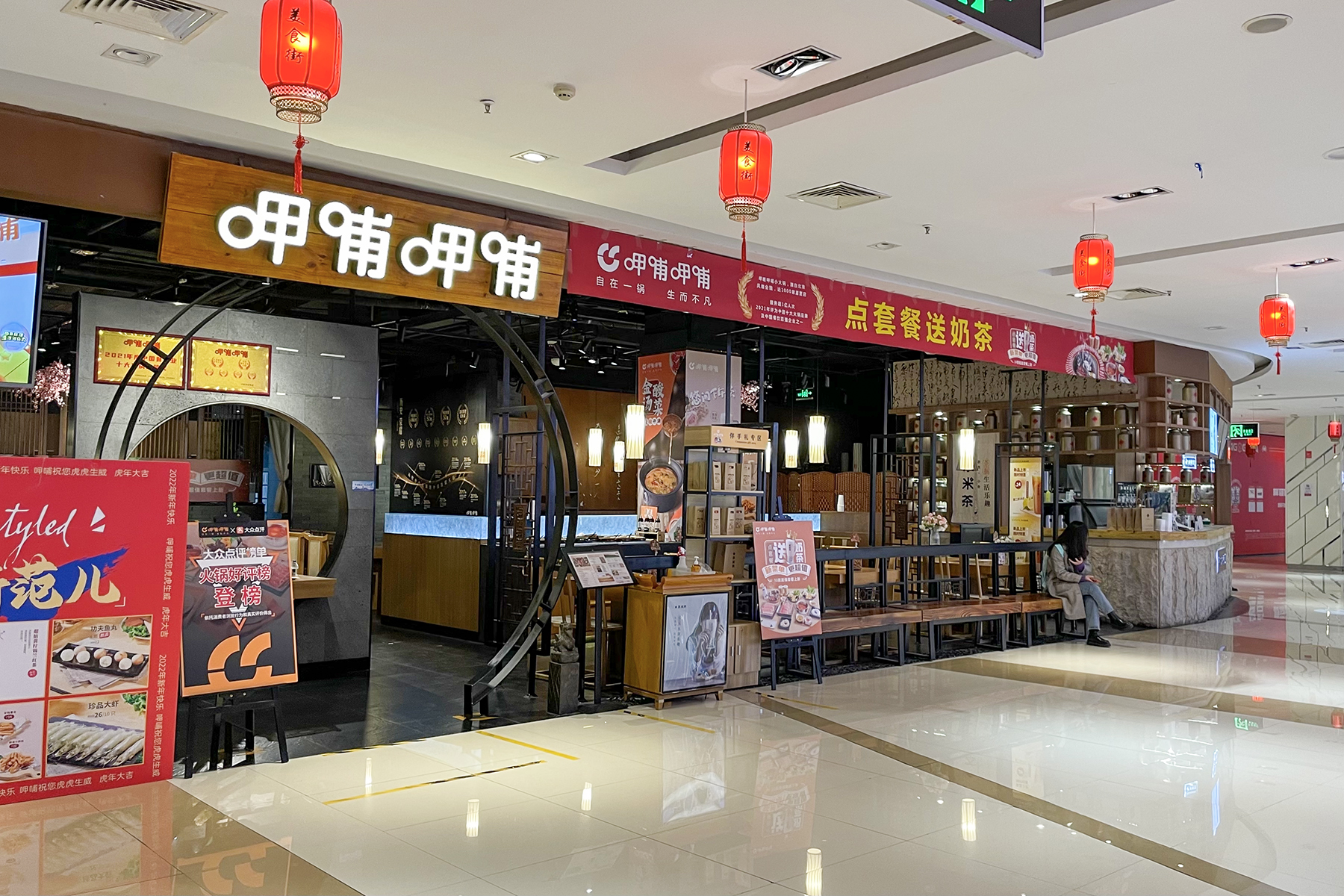
呷哺呷哺 - 上海Midtown Seven分店

呷哺呷哺餐饮管理有限公司（英語：Xiabu Xiabu Catering Management Co., Ltd.，簡稱：呷哺呷哺）是總部位於中華人民共和國北京的一家涮锅连锁企业和連鎖店，成立于1998年，公司总部位于大兴区黄村地区的孙村工业开发区，主要经营火锅料理。“呷哺呷哺”来源于日语“しゃぶしゃぶ”（音Shabu-Shabu）的音译，含义为“涮涮锅”，是日本一种较一般中式火锅为简单的吃法。自2009年以来的分店数量已超过100家。
2014年尾，呷哺呷哺餐飲管理（中國）控股有限公司（Xiabuxiabu Catering Management (China) Holdings Co., Ltd.，港交所：0520）計劃公開全球招股，據了解，集資額為11.49億至14.36億港元，每股價格為4.5至5港元，全球發售為2.271億股新股，上市日期為2014年12月17日。
2017年，呷哺呷哺上线了呷哺呷烫火锅冒菜外卖店。
2021年8月，呷哺呷哺宣布因严重选址错误，关闭200家亏损门店。2022年，又关停84家门店。到2024年，集团录得亏损4.01亿元，绝大多数来自于旗下的湊湊餐厅。尽管如此，湊湊仍会继续选择在购物中心开店，亦会在香港、台湾开设门店。

## 争议事件
2015年3月15日，CCTV新闻频道《共同关注》栏目重磅报道“北京鸭血9成是假的”，记者抽样调查显示呷哺呷哺、小肥羊等火锅企业售出鸭血产品中检测出猪源性成分。3月26日，北京市大兴区食药监局在呷哺呷哺总部对315当晚封存的鸭血产品进行了解封。3月30日，呷哺呷哺收到北京市食品药品监督管理局抽检鸭血的书面检测报告，正式宣告未检出猪源性成分。4月8日起，呷哺呷哺针对此起躺枪事件特别推出“安心鸭血免费试吃”，任意现金消费即送鸭血。至此，“呷哺呷哺猪血充鸭血”乌龙事件告一段落。
2015年11月11日，天津诚科将203平方米的房产，租给呷哺呷哺8年。期间呷哺呷哺欠租224486.29元，天津诚科要求其归还房產。呷哺呷哺以2017年11月之后商场开业率降至70%以下为由拒付租金。2020年6月2日，呷哺呷哺被天津市津南区法院列为被执行人，执行标的為22.73万元。

## 旗下品牌

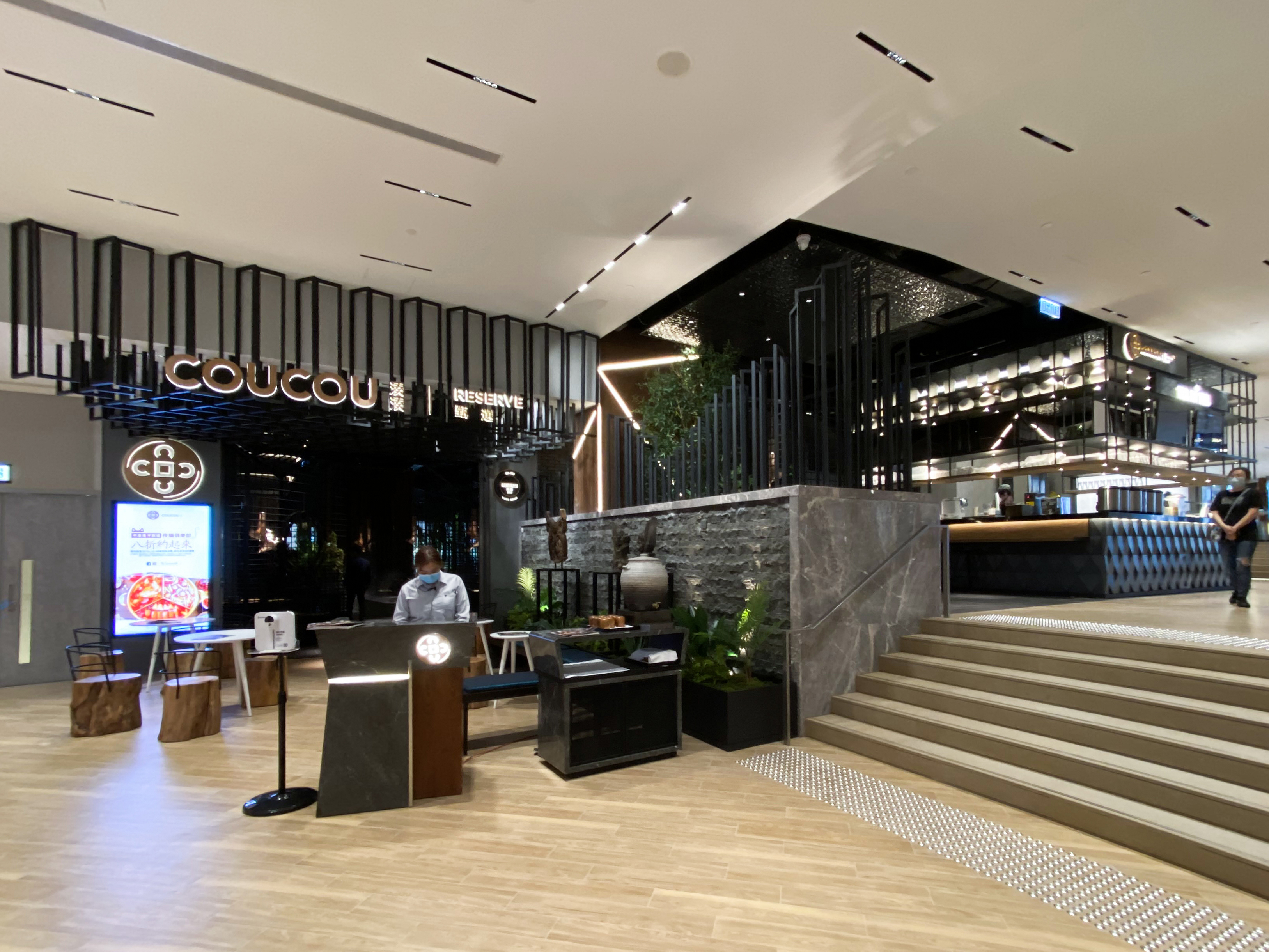
湊湊甄選在香港K11 MUSEA的分店

- 湊湊火鍋+茶憩 / 湊湊火鍋+茶米飲
- 湊湊甄選